# 핑크 팬더 2 - 어둠 속에 총성이
핑크 팬더 2 - 어둠 속에 총성이(A Shot In The Dark)는 영국, 미국에서 제작된 블레이크 에드워즈 감독의 1964년 코미디, 미스터리, 범죄 영화이다. 피터 셀러스 등이 주연으로 출연하였고 블레이크 에드워즈 등이 제작에 참여하였다.

## 출연

### 주연
- 피터 셀러스
- 앨크 소머즈

### 조연
- 조지 샌더스
- 허버트 롬
- 트레이시 리드
- 그레이엄 스탁
- 모이라 레드몬드
- 밴다 갓셀

## 제작진
- 원작자: 해리 커니츠
- 협력프로듀서: 세실 F. 포드
- 미술: 마이클 스트링거
- 의상: 마가렛 퍼스